# Trzy Kopce (województwo podlaskie)
Trzy Kopce – osada leśna w Polsce położona w województwie podlaskim, w powiecie augustowskim, w gminie Płaska. 
Wieś jest częścią składową sołectwa Rubcowo.
W latach 1975–1998 miejscowość administracyjnie należała do województwa suwalskiego.